# Ln (Unix)
 ln  és una ordre dels sistemes operatius UNIX i derivats que crea un enllaç, un tipus de fitxer especial, que apunta a un altre fitxer existent.

## Tipus d'enllaços
Els enllaços poden ser de dos tipus: durs o simbòlics
- Un enllaç dur és un altre nom per a un mateix fitxer, mentre que un enllaç simbòlic conté el nom del fitxer al qual enllaça.
- Afegint l'opció -s crea l'enllaç simbòlic. En els enllaços simbòlics, si s'esborra el fitxer apuntat l'enllaç queda inservible, mentre que en els enllaços durs no hi ha diferència entre l'fitxer apuntat i els seus enllaços, de manera que eliminar un no afecta els altres.

## Sintaxi
La sintaxi bàsica d'aquesta comanda és la següent:
```
ln [-s] <fitxer apuntat> <nom de l'enllaç>
```